# Hyperplatys griseomaculatus
Hyperplatys griseomaculatus es una especie de escarabajo longicornio del género Hyperplatys, tribu Acanthocinini, subfamilia Lamiinae. Fue descrita científicamente por Fisher en 1926.
El período de vuelo de la especie se presenta durante el mes de junio.

## Descripción
Mide 5 milímetros de longitud.

## Distribución
Se distribuye por México y Trinidad y Tobago.